# Arrocera Los Ceibos
Arrocera Los Ceibos es una localidad uruguaya ubicada en el departamento de Treinta y Tres.

## Ubicación
El lugar está situado en el sector tres del departamento de Treinta y Tres. Arrocera Los Ceibos se encuentra ubicado al sureste de Arrocera Miní, al este-noreste de Arrocera El Tigre y el suroeste de Arrocera La Querencia.